# Domenico Scilipoti
Domenico Scilipoti Isgrò (Barcellona Pozzo di Gotto, 26 agosto 1957) è un medico e politico italiano, ex senatore di Forza Italia. È stato segretario e cofondatore del Movimento di Responsabilità Nazionale.

## Biografia
Domenico Scilipoti si è laureato all'Università degli Studi di Messina in medicina e chirurgia, ottenendo la specializzazione in ginecologia e ostetricia.
Esercita la professione di ginecologo e agopuntore ed è stato professore invitato presso il Departamento de Anatomia Humana all'Università Federale del Paraná (stato del Brasile) e l'Istituto A.B.P.S. di Salvador de Bahia (Brasile). È autore di sei libri.

## Politica

### Amministratore locale
Dal 1983 al 1998 è stato consigliere comunale per il PSDI a Terme Vigliatore (Messina); vicesindaco dal 1986, e in seguito dal 1994 al 1998. Nel 2002 Scilipoti è, brevemente, assessore al bilancio della giunta Nicolò, sempre a Terme Vigliatore. Dal 2003 al 2005 è nuovamente consigliere comunale.

### Deputato dell'Italia dei Valori
Negli anni 2000, per l'Italia dei Valori, è stato segretario provinciale di Messina (2002-06) e vicesegretario regionale (2004-06). È stato candidato per l'IdV al Senato in Sicilia nel 2001 e 2006, senza essere eletto. Alle elezioni politiche del 2008 è eletto alla Camera dei deputati nella Circoscrizione Sicilia 2 nella lista dell'Italia dei Valori.
Nel partito si occupa principalmente dei progetti di legge per la modifica delle norme sull'usura bancaria, le medicine non convenzionali e la tutela dei lavoratori dal rischio amianto. Ne ha in seguito denunciato lo spostamento a sinistra sui temi etici (RU 486, eutanasia, testamento biologico) .

### Appoggio al governo Berlusconi
Nel dicembre 2010, con l'avvicinarsi della votazione sulla mozione di sfiducia al Governo Berlusconi IV, Scilipoti ipotizza il suo appoggio al governo e lascia l'Italia dei Valori per passare al Gruppo misto. Il 9 dicembre 2010 dà vita, insieme ad altri due ex deputati del centro-sinistra (Bruno Cesario e Massimo Calearo) al Movimento di Responsabilità Nazionale. Il leader dell'IdV Antonio Di Pietro ha ipotizzato dietro al repentino cambio di opinioni di Scilipoti la corruzione da parte del partito del PdL e per questo ha richiesto l'intervento della magistratura.
Il 14 dicembre 2010 si è espresso per la fiducia al Governo Berlusconi IV. Scilipoti, Bruno Cesario e Massimo Calearo hanno atteso la seconda chiamata per vedere se il loro voto sarebbe stato determinante (e così è stato). A Roma poco dopo il voto delle camere in piazza San Silvestro sfilano davanti alle telecamere dei Tg una ventina di immigrati con degli striscioni di sostegno alle decisioni di Scilipoti. Identificati dalla polizia, hanno dichiarato di essere lì per lavoro in quanto pagati dallo stesso deputato per far credere che esista un consenso sulle sue scelte.
A gennaio 2011 è tra i fondatori del nuovo gruppo a sostegno della maggioranza Iniziativa Responsabile di cui viene eletto vicecapogruppo vicario in rappresentanza della componente del Movimento di Responsabilità Nazionale. All'interno del "Manifesto del Movimento responsabilità nazionale", divulgato nell'aprile del 2011, risultano poi testualmente ricopiate frasi del Manifesto degli intellettuali fascisti. A giugno 2011 appoggia i referendum che abrogano quattro leggi promosse dal governo: «Mi auguro che il quorum ci sia e sia anche a favore dei sì».

### Elezioni politiche italiane del 2013, 2018 e 2022
Alle elezioni politiche del 2013 Scilipoti è candidato per un seggio al Senato della Repubblica in regione Calabria, in sesta posizione nella lista de Il Popolo della Libertà. Dopo lo spoglio è risultato il primo dei non eletti della sua lista. È stato tuttavia proclamato senatore subentrante grazie alla decisione di Silvio Berlusconi, candidatosi in più regioni, di optare per il seggio della regione Molise.
Il 16 novembre 2013, con la sospensione delle attività del Popolo della Libertà, aderisce a Forza Italia.
Nella XVII legislatura è stato membro della Delegazione parlamentare italiana presso l'Assemblea parlamentare della NATO
Alle elezioni politiche del 2018 è ricandidato con Forza Italia al Senato, nella circoscrizione Puglia, all'interno del collegio plurinominale di Bari-Andria-Foggia, dove risulterà il primo dei non eletti.
Alle elezioni politiche anticipate del 25 settembre viene candidato per la Camera dei deputati nel secondo collegio plurinominale della Sicilia Occidentale in seconda posizione con Noi moderati, lista composta da Coraggio Italia, Italia al Centro, Noi con l’Italia e UdC  ma la formazione non supera il 3% e quindi non viene eletto.
Dal 2023 è responsabile del dipartimento sanità della Democrazia Cristiana di Salvatore Cuffaro.

## Procedimenti giudiziari
Nel 1987 Scilipoti, come presidente di una cooperativa firma l'incarico per i progetti per la costruzione di un centro medico con 61 posti letto. Non avendo ottenuto i finanziamenti previsti, il progetto sfuma, ma il progettista non viene pagato e ottiene dal tribunale un decreto ingiuntivo. Scilipoti sostiene di non aver firmato i progetti e di trovarsi in Brasile per insegnamento in quel momento, ma viene smentito da una perizia calligrafica e dai verbali dei consigli comunali. Nel luglio 2009 Scilipoti è condannato in secondo grado al pagamento di 200.000 euro, Scilipoti subisce il pignoramento dell'abitazione e di sette immobili di sua proprietà.
Il tribunale ravvisa inoltre un profilo penale e indaga Scilipoti per calunnia e produzione di documenti falsi in merito ai debiti contratti; a novembre 2010 riceve un avviso di garanzia. Scilipoti ha annunciato che non pagherà il debito. Nel novembre 2011 la condanna viene confermata anche in Cassazione, Scilipoti è condannato a pagare 230 000 euro, in caso contrario sarà avviato il pignoramento dei suoi beni.

### Indagini per collegamenti con personaggi della 'ndrangheta
Nel 2005 il consiglio comunale di Terme Vigliatore viene sciolto per infiltrazioni mafiose, a seguito delle denunce di Adolfo Parmaliana. A proposito di un progetto immobiliare, gli ispettori ministeriali scrivono nella relazione prefettizia di scioglimento (secondo quanto riportato da Il Fatto Quotidiano): “Quanto sopra si rappresenta al fine di evidenziare i collegamenti intercorsi tra Scilipoti Domenico, classe '57, il quale ricoprirà nel 2002, seppur per breve tempo, anche l'incarico di assessore comunale al Bilancio nella Giunta Nicolò, con personaggi appartenenti ad una delle più importanti cosche della provincia di Reggio Calabria”. La questione riguarda un immobile, costruito abusivamente nel 1993 e sanato nel 1995, in comproprietà con tre incensurati che, secondo la relazione prefettizia, sono in rapporti di parentela con il clan Zavettieri di Reggio Calabria.

## Controversie

### Medicine non convenzionali
Nel maggio 2011 è ospite di alcune trasmissioni televisive in cui è invitato ad esprimersi sulle medicine non convenzionali. Pochi giorni dopo arriva la dura presa di posizione del Comitato Permanente di Consenso e Coordinamento per le Medicine Non Convenzionali in Italia (tramite comunicato stampa) sulle esternazioni di Scilipoti e sulla sua nomina a "Esperto per la Medicina Complementare del Consiglio Superiore di Sanità".

### Piezonucleare
Nel luglio 2012, dichiara il suo appoggio alla ricerca sul piezonucleare, teoria pseudoscientifica portata avanti da Alberto Carpinteri.

### Interrogazioni parlamentari
L'onorevole Scilipoti si dimostra attivo in sede parlamentare nel denunziare con varie interrogazioni l'attività delle grandi multinazionali farmaceutiche operanti in Italia. In particolare, tra le aziende citate: Pfizer, AstraZeneca, MSD, Roche ed altre, rispetto a diverse cessioni di ramo di azienda da lui spesso ritenute fittizie e funzionali a licenziamenti in massa mascherati; e chiedendo per questo conto al governo in carica di rispondere sui temi sollevati. Inoltre, denunzia, fino al dicembre 2012, quelli che a suo parere, sono gravi conflitti di interesse tra membri del Governo e membri di Farmindustria.
L'onorevole Scilipoti, nel 2010, ha inoltre presentato centinaia di denunce/querele nei confronti degli istituti bancari per reati di usura bancaria, presso tutte le Procure della Repubblica d'Italia e presso tutti i Tribunali civili d'Italia.

### Corruzione
Nel luglio 2015 viene riaperta l'inchiesta di corruzione per il suo passaggio dall'IdV al PdL nel 2010. Nel febbraio 2016 l'indagine viene definitivamente archiviata.

## Onorificenze
- Medaglia «Pedro Ernesto» e Medaglia Tiradentes, assegnate dall'Assemblea legislativa di Rio de Janeiro;
- «Caligi d'Oro» (1999)[3].

## Opere
- Moxibustione: applicazione della moxibustione in terapia medica, San Giovanni La Punta (Catania), Pandora, 1995, ISBN 88-8031-456-4.
- Il nostro futuro: le medicine del terzo millennio, Milazzo (Messina), SPES, 2002, SBN PAL0224450.
- Filosofia-scienza e agopuntura Ryodoraku, Milazzo (Messina), SPES, 2007, SBN SNT0005919.
- Olismo: il nuovo paradigma del terzo millennio, Milano, Lswr, 2016, ISBN 978-88-6895-431-4.
- Il dialogo come processo di pace nel mondo, Cento (Ferrara), HILKIA, 2017, ISBN 9781927021996.
- Domenico Scilipoti e Bruno Volpe, Il dialogo, strada di pace, prefazione di monsignor professor José María Serrano Ruiz, Caltanissetta, Paruzzo, 2019, ISBN 978-88-6149-123-6.